# 펩타이드 결합

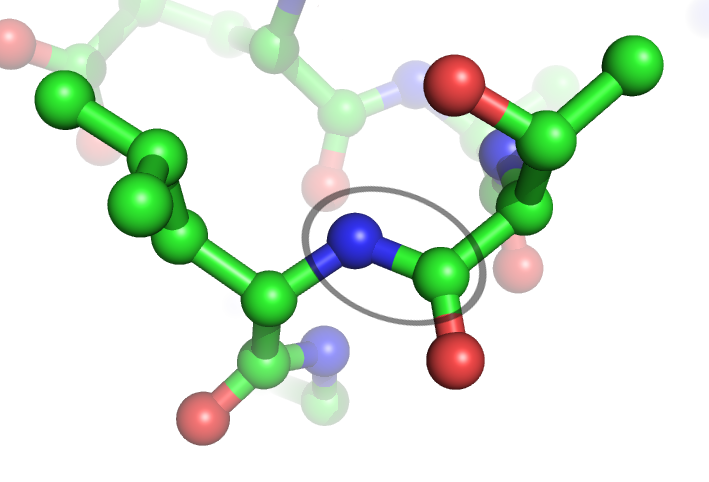
펩타이드 결합

펩타이드 결합(영어: peptide bond)은 하나의 아미노산의 카복실기의 1번 탄소(C-1)와 펩타이드 또는 단백질 사슬 상의 또 다른 아미노산의 아미노기의 2번 질소(N-2) 간에 탈수축합 반응으로 형성되는 아마이드 형태의 공유 결합이다.
두 아미노산 사이의 다른 유형의 아마이드 결합인 아이소펩타이드 결합과 구분하기 위해 유펩타이드 결합(eupeptide bond)이라고 불릴 수도 있다.

## 합성

탈수 반응을 통한 펩타이드 결합의 형성

두 개의 아미노산이 펩타이드 결합을 통해 다이펩타이드를 형성할 때 이것은 축합 반응의 일종이다. 이런 종류의 축합에서 두 개의 아미노산 중 하나는 비측쇄 카복실기(C-1) 부분이, 다른 하나는 비측쇄 아미노기(N-2) 부분이 서로 접근하면서 반응이 일어난다. 하나는 카복실기(-COOH)에서 수소와 산소를 잃고, 다른 하나는 아미노기(-NH2)에서 수소를 잃는다. 이러한 반응으로 물(H2O) 분자와 두 개의 아미노산이 펩타이드 결합(-CO-NH-)으로 연결된 화합물이 형성된다. 두 아미노산이 결합된 화합물을 다이펩타이드라고 부른다.
아마이드 결합은 한 아미노산 분자의 카복실기가 다른 아미노산 분자의 아미노기와 반응하여 물(H2O) 분자를 방출하면서 합성되므로 탈수축합 반응이다.
|  |

펩타이드 결합의 형성은 에너지를 소비하며, 생명체에서 이 에너지는 ATP(또는 GTP)로부터 유래된다. 펩타이드와 단백질은 펩타이드 결합(그리고 때로는 몇 개의 아이소펩타이드 결합)에 의해 결합된 아미노산의 사슬이다. 생명체는 효소를 사용하여 비리보솜 펩타이드를 생성하고, 리보솜을 사용하여 탈수 합성과 다른 세부적인 반응들을 통해 단백질을 생성한다.
알파-아마니틴과 같은 일부 펩타이드는 리보솜에 의해 만들어짐에 따라 ‘리보솜 펩타이드’라고 불리지만 리보솜이 아닌 다른 전문 효소에 의해 합성되므로 비리보솜 펩타이드인 경우가 많다. 예를 들어, 트라이펩타이드인 글루타티온은 글루탐산-시스테인 리게이스(펩타이드 결합이 아닌 아이소펩타이드 결합을 형성함) 및 글루타티온 합성효소(펩타이드 결합을 형성함)의 두 효소에 의해 유리 아미노산으로부터 두 단계로 합성된다.

## 분해
펩타이드 결합은 가수분해에 의해 분해될 수 있다. 물의 존재 하에서 펩타이드 결합은 분해되어 8~16 kJ/mol (2~4 kcal/mol)의 깁스 자유 에너지를 방출한다. 이러한 펩타이드 결합의 분해는 효소가 없으면 25°C에서 350~600년의 반감기로 매우 느리게 일어난다.
살아있는 생물체에서 펩타이드/단백질이 원래의 구조로 접히면서 입체구조적 긴장에 의해 야기된 펩타이드 결합의 가수분해에 대한 보고가 있지만, 펩타이드 결합의 분해는 일반적으로 펩티데이스나 프로테이스로 알려진 효소에 의해 촉매된다. 따라서, 이러한 비효소적 과정은 전이 상태의 안정화에 의해 촉진되는 것이 아니라, 기저 상태의 불안정화에 의해 촉진된다.

## 스펙트럼
펩타이드 결합에 대한 빛의 흡수 파장은 190~230 nm 이다(이는 특히 자외선에 민감하다).

## 펩타이드기의 시스/트랜스 이성질체
질소 원자 상의 고립 전자쌍의 현저한 비편재화는 펩타이드기에 부분적인 이중 결합의 특성을 부여한다. 부분적인 이중 결합은 아마이드기를 평면이 되게 만들며, 시스 또는 트랜스 이성질체가 형성된다. 단백질이 접혀지지 않은 상태에서 펩타이드기는 자유롭게 이성질화되고, 두 가지 이성질체 형태를 모두 채택할 수 있다. 그러나 단백질이 접힌 상태에서는 각 위치에서 하나의 이성질체 형태만 채택될 수 있다(희귀한 예외 포함). 대부분의 펩타이드 결합에서 트랜스 형태가 압도적으로 선호된다(트랜스:시스의 비율은 약 1000 : 1 이다). 그러나, X-프롤린 펩타이드기는 약 30 : 1의 비율을 갖는 경향이 있는데, 아마도 프롤린의 {\displaystyle \mathrm {C^{\alpha }} }원자와 {\displaystyle \mathrm {C^{\delta }} }원자 사이의 대칭성이 시스 이성질체와 트랜스 이성질체의 에너지 상태를 거의 동일하게 만들기 때문이다(아래의 그림 참조).
| Diagram of the isomerization of an X-Pro peptide bond. The diagram shows the cis isomer on the left, the transition states in the center, and the trans isomer on the right, with bidirectional arrows between each pair of states. |

펩타이드기와 관련된 이면각(4개의 원자 {\displaystyle C^{\alpha }-C^{\prime }-N-C^{\alpha }}에 의해 정의됨)은 {\displaystyle \omega }로 표시되며, 시스 이성질체의 경우 {\displaystyle \omega =0^{\circ }}이고, 트랜스 이성질체의 경우 {\displaystyle \omega =180^{\circ }}이다. 아마이드기는 비록 느리지만(실온에서 {\displaystyle \tau \sim }20초), 시스 형태와 트랜스 형태 사이의 C'-N 결합에 대해 이성질화될 수 있다. 전이 상태 {\displaystyle \omega =\pm 90^{\circ }}은 부분적인 이중 결합이 깨져서 활성화 에너지가 약 80 kJ/mol (20 kcal/mol)이 된다. 그러나, 소수성 환경에서 펩타이드기를 위치시키거나 X-프롤린 펩타이드기의 질소 원자에 수소 결합을 형성하도록 하는 것과 같은 단일 결합의 형태를 선호하는 변화에 의해 이성질화가 촉매되고 활성화 에너지가 낮아질 수 있다. 활성화 에너지를 낮추기 위한 이러한 두 가지 메커니즘은 X-프롤린 펩타이드 결합의 시스-트랜스 이성질화를 촉매하는 효소인 펩티딜 프롤린 이성질화효소에서 관찰되었다.
입체구조적인 단백질 접힘(10~100ms)은 시스-트랜스 이성질화(10~100초)보다 일반적으로 훨씬 빠르다. 일부 펩타이드기의 비고유 이성질체는 고유한 이성질체에 도달할 때까지 그것의 형성을 느리게 하거나 심지어 생성되지 않도록 입체구조적인 접힘 과정을 크게 방해할 수 있다. 그러나 모든 펩타이드기들이 단백질 접힘 과정에 동일한 영향을 미치는 것은 아니다. 다른 펩타이드기의 비고유 이성질체는 단백질 접힘 과정에 전혀 영향을 미치지 않을 수 있다.

## 화학 반응
펩타이드 결합의 공명 안정화 때문에, 펩타이드 결합은 생리적 조건 하에서 에스터와 같은 유사한 화합물보다 상대적으로 비반응성이다. 그럼에도 불구하고, 펩타이드 결합은 화학 반응을 겪을 수 있는데, 대개 카보닐 탄소 상의 전기음성도를 나타내는 원자의 공격을 통해 카보닐 이중 결합을 분해하고 사면체의 중간생성물을 형성한다. 이것은 단백질 분해에서, 그리고 보다 일반적으로는 인테인과 같은 N-O 아실 교환 반응에 따르는 경로이다. 펩타이드 결합을 공격하는 작용기가 티올, 하이드록시기 또는 아민일 때, 그 결과로 생기는 분자를 사이클롤(cyclol) 또는 보다 더 구체적으로 싸이아사이클롤(thiacyclol), 옥사사이클롤(oxacyclol) 또는 아자사이클롤(azacyclol)로 부를 수 있다.

## 같이 보기
- 아마이드
- 뉴클레오타이드